# Соловей, Артём Викторович
Артём Ви́кторович Солове́й (бел. Арцём Віктаравіч Салавей; 1 ноября 1990, д. Селовщина, Берёзовский район, Брестская область, БССР, СССР) — белорусский футболист, полузащитник.

## Карьера

### Клубная
Воспитанник ДЮСШ № 1 города Берёзы. Первый тренер — Ю. Н. Тюшкевич
В 2007 году перешёл в минское «Динамо». Сначала играл в дубле, но со временем начал привлекаться к играм основы.
В 2010 году отправился в аренду в жодинский клуб «Торпедо-БелАЗ», а уже в следующем сезоне подписал с этим клубом полноценный контракт. Был включён БФФ в список 22 лучших футболистов чемпионата Беларуси 2011.
17 января 2013 года подписал контракт с екатеринбургским «Уралом» сроком на 2,5 года. 22 июня выставлен на трансфер. 4 июля досрочно расторг контракт по взаимному согласию сторон.
26 сентября 2013 года в статусе свободного агента заключил соглашение с клубом «Неман» до конца 2014 года. В гродненском клубе закрепился на позиции правого полузащитника. В сезоне 2014 появлялся на поле эпизодически. В октябре по соглашению сторон покинул «Неман».
19 января 2015 года подписал контракт с футбольным клубом «Витебск», вернувшимся в Высшую лигу после трёхлетнего перерыва, где сразу стал одним из лидеров. В первом же сезоне стал лучшим бомбардиром команды, чем помог ей сохранить прописку в элитном дивизионе. По итогам сезона 2016 года был включен в состав «Б» символической сборной чемпионата. Тем не менее, довольно блекло провел сезон 2017 года, после окончания которого команду покинул.
26 февраля 2018 года подписал контракт с вице-чемпионом Беларуси минским «Динамо». Отличился уже в дебютном матче, забив мяч в ворота жодинского «Торпедо-БелАЗ» в первом туре чемпионата Беларуси.
В январе 2019 года подписал контракт с «Торпедо-БелАЗ». Сначала играл в стартовом составе, позднее стал чаще выходить на замену или оставаться на скамейке запасных. В начале 2020 года оказался ненужным новому главному тренеру жодинцев Юрию Пунтусу, однако новую команду не нашёл, и только после начала сезона покинул «Торпедо-БелАЗ».
До лета 2020 года тренировался с «Витебском», в июле стал игроком солигорского «Шахтёра». за команду так и не сыграл, оставался на скамейке запасных, и в сентябре 2020 года был отдан в аренду «Городее». В декабре по окончании контракта покинул «Шахтёр».
В начале 2021 года стал игроком речицкого «Спутника». Покинул команду в июне из-за финансовых проблем клуба.

### В сборной
Участник Олимпийских игр 2012 в Лондоне. Выступал за молодёжную сборную Беларуси. После конфликта с наставником молодёжной сборной Юрием Шукановым не вызывался на игры в период нахождения у руля сборной этого тренера.
В составе сборной клубов Беларуси под руководством главного тренера национальной сборной Игоря Криушенко принял участие в турнире «Кубок Короля», на котором команда заняла 2 место, уступив в финале хозяевам турнира, сборной Таиланда, в серии послематчевых пенальти. Выходил на поле в обоих матчах, но результативными действиями не отметился.

## Достижения
- Серебряный призёр чемпионата Беларуси (2): 2008, 2009
- Бронзовый призёр чемпионата Беларуси: 2018
- В списке 22 лучших футболистов чемпионата Беларуси (2): 2011, 2016